# Кліщ собачий
Собачий кліщ (Ixodes ricinus) — вид кліщів із родини іксодових кліщів. Звичайний в Європі.
Є переносником хвороби Лайма та кліщового енцефаліту в людей і стрибаючої хвороби / справжньої вертячки овець.

## Морфологія
Довжина тіла голодних кліщів до 6-8 мм, сита самка може досягати 2-3 см у довжину. Тіло (ідіосома) овальної форми, несегментоване. Хоботок (гнатосома) складається із основи, пари хеліцер, непарної зазубленої пластинки — гіпостому і чотиричленних пальп, за допомогою яких вони вибирають місця присмоктування. Спинний щиток у самок, личинок і німф покриває тільки передню частину спинки, у самців спинка вкрита щитком цілком.
З черевного боку в передній третині тіла розташований статевий отвір, у задній третині — анальний отвір. Характерна дугоподібна борозна, що охоплює отвір спереду і закінчується у задньому кінці тіла (анальні стулки). Середня кишка у самок має велику кількість виростів, що закінчуються сліпо і є резервуарами для випитої крові.
На кінцях лапок знаходиться пара кігтиків і присосків.

## Життєвий цикл
Мешканці лісів, пасовищ, луків. Активні з ранньої весни до пізньої осені, паразитують на великих і дрібних наземних хребетних. Жертву знаходять за допомогою термо-, вібро- і хеморецепторів. Тривалість кровоссання в самки кілька днів (від 6-7 до 16 днів), у самця менше. Сита самка відкладає в щілини, тріщини кори дерев від 100 до 10000 яєць, після чого гине. Через 2-4 тижні із яєць виходять личинки розміром 0,6-0,8 мм, що відрізняються 3-ма парами ходильних ніг, відсутністю дихальної і статевої систем. Вони живляться кров'ю 2-4 дні, згодом перетворюються на німф, що мають дихальну систему і 4 пари ходильних ніг. Німфи після 3-5 денних кровоссань перетворюються у статевозрілі форми. Тривалість циклу розвитку залежить від можливості кровоссання, температури.

## Методи боротьби з кліщами
Існує кілька основних методів боротьби з кліщами у собак. Один з найпоширеніших — це використання спеціальних нашийників, які створюють бар'єр для кліщів, забезпечуючи тривалий захист. Крім того, популярні краплі та спреї, що наносяться на шкіру собаки, які швидко поглинаються і ефективно захищають від паразитів. Також існують таблетки, які забезпечують зручність, оскільки достатньо давати їх один раз на місяць для тривалого захисту. Однак важливо не забувати про регулярні огляди собаки після прогулянок, особливо в лісових і трав'яних місцевостях, де кліщі можуть потрапити на шерсть. Важливо також проконсультуватися з ветеринаром щодо можливих вакцин та додаткових методів захисту від кліщових інфекцій.